# Erfde
Erfde (dänisch Ervde, niederdeutsch Arf) ist eine Gemeinde im Kreis Schleswig-Flensburg in Schleswig-Holstein und gehört zum Amt Kropp-Stapelholm. Sie ist als ländlicher Zentralort anerkannt.

## Geographie

### Geographische Lage
Das Gemeindegebiet von Erfde erstreckt sich am östlichen Ufer einer Eiderschleife im Bereich der Flusskilometer 46 bis 56 im Naturraum der Eider-Treene-Niederung.

### Gemeindegliederung
Neben dem Kirchdorf gleichen Namens, befinden sich als weitere amtliche Wohnplätze auch die weiteren Dörfer Bargen, Ekel und Scheppern, sowie die Häusergruppen Erfderfeld, Grevenhorst und Hanrade im Gemeindegebiet.

### Nachbargemeinden
Unmittelbar angrenzende Gemeindegebiete  von Erfde sind:
| Stapel        | Bergenhusen                                 | Meggerdorf |
| Delve, Wallen | Kompassrose, die auf Nachbargemeinden zeigt |            |
|               | Pahlen, Tielen                              |            |

### Geologie
Das Gemeindegebiet liegt in dem zum Landschaftsraum Schleswigsche Geest gehörenden Altmoränenbereich, der sich ab der Zeit des Saale-Komplexes ausgebildet hat. Nach dem Abschmelzen der Gletscher in der Eem-Warmzeit wurde er von Schmelzwasser umströmt. Durch den Anstieg des Grundwasserspiegels im Holozän befinden sich heute viele Moore und Feuchtgebiete im Umland.

## Geschichte
Auf der Geestinsel wurden Gegenstände gefunden, die darauf hindeuten, dass diese bereits um 2800 v. Chr. besiedelt war.
Die St.-Marien-Magdalenen-Kirche im Ortszentrum wurde im 12. Jahrhundert als romanische Feldsteinkirche errichtet. In der Kirche befinden sich ein Votivschiff, das an die Schifffahrt auf der Eider erinnert, und – als Rarität – eine Kanzeluhr. Die Dithmarscher zerstörten die Kirche bei einem Überfall 1402 teilweise, so dass ihr Dach in der heutigen Form erst beim Wiederaufbau entstand.
Um 1260 wurde das Kirchspiel Pfandbesitz der Holsteiner Grafen.
Da Herzog Adolf I. von Schleswig-Holstein-Gottorf die Treene 1570 bei Friedrichstadt abdämmen ließ, veränderte sich der Wasserhaushalt der Region, und die Region um Erfde wurde noch bis 1935 bei Sturmfluten unter Wasser gesetzt.
Der Ort Erfde wurde zweimal von großen Bränden heimgesucht: 1698 wurden 42 Gebäude und das Pastorat zerstört und bei einem Feuer 1768, das drei Tage lang andauerte, fast das ganze Dorf.
Bei Gefahr dienten die Glocken als Warnsignal.
Der heutige Zuschnitt des Gemeindegebiets besteht seit 1971, als die vormalig eigenständige Gemeinde Bargen Erfde zugeschlagen wurde.
Bis zu seiner Einstellung im Mai 1974 hatte der Ort Bahnanschluss auf der ehemaligen Bahnstrecke Rendsburg–Husum.

## Politik

### Gemeindevertretung
Bei der Kommunalwahl am 14. Mai 2023 wurden insgesamt 13 Sitze vergeben. Von diesen erhielt die CDU sieben Sitze und die Vereinigte Wählergemeinschaft Erfde und die SPD je drei Sitze.

### Bürgermeister
Bürgermeister ist Thomas Klömmer (CDU), der stellvertretende Bürgermeister ist Holger Becker (VWE).

### Wappen
Blasonierung: „In Grün eine goldene Bauernglocke, bestehend aus einem wachsenden, oben gegabelten Stamm, verziertem Riegel und dem an diesem befestigten Glockenkörper; dem Stamm hinterlegt zwei silberne Wellenleisten.“

### Ehrenbürgerschaft
- Peter Thomsen (* 1951)[11]
- Jörg Zimmermann (* 1962)[12]

### Ortsentwicklung
2019 führte die Gemeinde eine Bürgerbeteiligung zur Ortskernentwicklung durch.

## Wirtschaft und Infrastruktur
Die Wirtschaft in der Gemeinde ist weitestgehend von der Urproduktion der Landwirtschaft geprägt. Als ländlicher Zentralort weist die Gemeinde aber zugleich auch ein kleines Gewerbe- und Dienstleistungsangebot auf. Entlang der Eider gibt es ebenfalls einige touristische Einrichtungen. Im Ortsteil Bargen befindet sich zudem die Geschäftsstelle der Regionalentwicklungsorganisation der Eider-Treene-Sorge Gesellschaft.
Die Anbindung der Gemeinde im Öffentlichen Personennahverkehr erfolgt heute auf der Regionalbuslinie 680 im Nahverkehrsverbund Schleswig-Holstein ausgehend von der Kreisstadt Schleswig tagsüber im Zweistundentakt über Kropp. Konzessionsnehmer dieser Linie ist derzeit (Stand: 2023) das Busunternehmen Autokraft. Von Rendsburg aus verkehrt die Linie 770 nach Erfde im Vierstundentakt.
Erde verfügt über eine 1911 eingeweihte Grund- und eine Gemeinschaftsschule sowie eine Kindertagesstätte mit mehreren über das Gemeindegebiet verteilten Betriebsstätten.
1937 wurde in Delve die Fischereigenossenschaft Mitteleider gegründet, die von Anfang an ihren Sitz in Erfde hatte und noch heute hat.
Für die Freizeitgestaltung dienen u. a. Gaststätten, Fahrradwege, ein Sportzentrum mit Turnhalle, einer Skate-Anlage und einem Fußballplatz sowie ein 1979 eingeweihtes, beheiztes Freibad. Im Ortsteil Bargen findet sich ein Campingplatz, ein Sportboothafen sowie der Fähranleger der Verbindung nach Delve (''Bargener Fähre''), die von einem Verein v. a. an Feiertagen und am Wochenende betrieben wird.
Den Brandschutz und die allgemeine Hilfe im Gemeindegebiet besorgen die beiden Freiwilligen Ortsfeuerwehren Erfde und Bargen.

## Sehenswürdigkeiten

### Bauernglocke
Im Ort befindet sich bis heute eine der für die Ortschaften der Landschaft Stapelholm typischen Bauernglocken. Mit dem Läuten dieser rief früher der Bauernvogt die Einwohner zu Versammlungen oder zum Verdingen von Arbeit.